# Храм Христа Спасителя (Сан-Ремо)
Храм Христа Спасителя, Великомученицы Екатерины и преподобного Серафима Саровского (итал. Chiesa del Cristo Salvatore, San Serafino di Sarov e Santa Caterina, также просто Русская Церковь, итал. Chiesa Russa) — приходской храм Западно-Европейской епархии Русской православной церкви заграницей, расположенный в городе Сан-Ремо (Италия). До января 2019 года приход состоял в юрисдикции Западноевропейского экзархата русских приходов (Константинопольский патриархат).
Построен по чертежам архитектора Алексея Щусева и под руководством архитектора Пьетро Агости в 1913 году в стиле московских церквей XVII века; украшен каменной резьбой и изразцами, рядом стоит колокольня с шатровой крышей.

## История здания
Первый камень заложили 26 ноября 1912 года, а в декабре 1913 года церковь освятили во имя Христа Спасителя.
Храм был воздвигнут по инициативе православных жителей (курортников из России) города Сан-Ремо и его окрестностей, попечительского и строительного комитета во главе со следующими лицами: Владимир Саблер, В. С. Шереметьев, В. И. Галевич, Т. Деберо, А. М. Суханина, Г. Э. Тилло, инженер Торнаторе. Послевоенному восстановлению и продолжающемуся свидетельству о православии храм обязан городскому управлению города Сан-Ремо, адвокату Фузаро, А. Н. Власову, старостам М. А. Стансфильд, Ефремовой и Н. Сперарли-Бурмазович и настоятелю протоиерею Иоанну Янкину.
Во дворе церкви стоят два памятника: скульптурные изображения короля Италии Виктора-Эммануила III и его жены Елены Черногорской. Эта чета правила в Италии во время строительства храма. Кроме того, Елена Черногорская была до замужества православной принцессой. Согласно завещанию, родители Елены Черногорской были похоронены в крипте храма (отец король Черногории Никола I Петрович — в 1921 году, мать Милена Вукотич — в 1923-м), но в 1989 году по требованию черногорских родственников останки королевской семьи перевезли на родину Елены.
В годы Второй мировой войны в церковь попала бомба, которая, пробив крышу, застряла в полу и не разорвалась.

## История прихода
Освящение ещё незавершённого строительством храма было совершено 23 декабря 1913 года присланным из Рима епископом Крондштадтским Владимиром (Путятой), викарием Санкт-Петербургской епархии, к которой, как и все русские храмы в Западной Европе, относился новый приход.
После 1917 года храм остался без постоянного клира; в 1922 году образовался приходской комитет, но постоянного священника никогда не было, за исключением очень коротких периодов: храм обслуживали священнослужители то из Флоренции, то из соседней французской Ривьеры, как правило из Ниццы и Ментоны; сообразно юрисдикционной принадлежности священников приход находился в той или иной юрисдикции.
Приход храма с 1931 года относился к юрисдикции Архиепископии русских церквей в Западной Европе (Константинопольский патриархат), который решением Синода Константинопольского патриархата от 27 ноября 2018 года был упразднен с предписанием входящим в него приходам присоединиться к местным епархиям Константинопольского патриархата в Западной Европе, что не было исполнено Архиепископией. 21 января 2019 года митрополит Итальянский Геннадий (Зервос) запретил в служении настоятеля прихода священника Дионисия Байкова, при этом от архиепископии «не последовало никакой официальной реакции на этот запрет», согласно заявлению Дионисия Байкова.
23 января 2019 года приход принял решение о переходе в Западно-Европейскую епархию Русской зарубежной церкви и уже 24 января прошение было удовлетворено, в связи с чем на официальном сайте было опубликовано сообщение:

В связи с агрессивными действиями Итальянской митрополии Константинопольского Патриархата против нашего прихода и его настоятеля, мы вынуждены признать невозможным более находиться в евхаристическом общении с этим патриархатом. Так как Архиепископия православных русских церквей в Западной Европе находится в полном каноническом и евхаристическом общении с Константинополем, мы с глубокой скорбью принимаем решение о выходе из её юрисдикции и надеемся, что приходы Архиепископии на Собрании 23 февраля вернутся к Матери Русской Церкви.
Приходской совет единогласно принял решение просить Русскую Православную Церковь Заграницей принять наш приход под свой омофор. Подавляющее большинство членов прихода поддерживает это решение. Чрезвычайное Приходское Собрание, назначенное на 3 февраля, юридически оформит и закрепит наши намерения.
Русская Зарубежная Церковь является самым лучшим выбором для нас, так как являясь неотъемлемой самоуправляемой частью Поместной Русской Православной Церкви, она самостоятельна в делах пастырских, просветительных, административных, хозяйственных, имущественных и гражданских. Кроме этого, её исторические корни связаны тесным образом с Русским зарубежьем, к которому мы сами имеем честь принадлежать.

3 февраля того же года руководство архиепископии обвинило Дионисия Байкова в «незаконном и неканоничном» переходе. Он же, в свою очередь, призвал общины русской традиции вовсе проголосовать за роспуск Архиепископии и, никого не слушаясь, определять своё будущее самостоятельно.